# Graf van Dorothea Esser
Het graf van Dorothea Esser is een grafmonument, voor de op tweejarige leeftijd gestorven Dorothea Esser, op de rooms-katholieke begraafplaats in de Noord-Brabantse in Boxmeer. De grafsteen werd op 18 december 2003 voorgedragen als rijksmonument en werd op 15 april 2004 ingeschreven in het Monumentenregister.
Het grafmonument bestaat uit een hardstenen sokkel met daarop een wit marmeren beeldhouwwerk. Op de sokkel staat geschreven: 
Ter nagedachtenis
aan onze
lievelinge
Dorothea Esser
geb. 26 Mei 1896.
Overl. 9 Febr. 1899.
Het beeldhouwwerk bestaat uit een engelenfiguur liggend op de rechterzijde. Het hoofd rustend op de rechterarm dat weer is gelegen op een kussen. Het engeltje ligt met opgetrokken benen op een matras met aan de hoeken kwastjes. Over de heupen van het engeltje ligt een dekentje gedrapeerd.

## Personalia
Dorothea Henriette Maria Esser, geboren in Nijmegen op 26 mei 1896 en overleden in Boxmeer op 9 februari 1899, is de dochter van Johannes Coenradus Leonardus Esser (Helden 1867 - Princenhage 1937) en Maria Theodora Josephina Remmers (Rotterdam 1870 - Princenhage 1941). De vader van Dorothea was bij haar overlijden kandidaat-notaris in Boxmeer.